# Отахонова, Одинахон Иномовна
Одинахон Иномовна Отахонова (узб. Odinaxon Inomovna Otaxonova; род. 13 сентября 1974, Андижанская область, Узбекская ССР, СССР) — узбекский финансист, депутат Законодательной палаты Олий Мажлиса Республики Узбекистан. Член Либерально-демократической партии Узбекистана.

## Биография
Одинахон Отахонова родилась 13 сентября 1974 года в Андижанской области. В 2006 окончила Андижанский инженерно-экономический институт.
В 1993 году работала учителем начальных классов по трудовому воспитанию средней школы № 29 Шахриханского района.
С 2002 по 2003 руководитель частной производственной фирмы «Одина» Шахриханского района.
С 2003 года работает руководителем диверсифицированной фирмы «Иномжон Файз».
В 2020 году была избрана депутатом Законодательной палаты Олий Мажлиса Республики Узбекистан. Стала членом фракции Движения предпринимателей и деловых людей Либерально-демократической партии Узбекистана.

## Награды
- В 1998 году была награждена нагрудным знаком «Отличник народного образования».
- В 2019 году награждена медалью «Шухрат».